# Льюїсбург (Теннессі)
Льюїсбург (англ. Lewisburg) — місто (англ. city) в США, в окрузі Маршалл штату Теннессі. Населення — 12 288 осіб (2020).

## Географія
Льюїсбург розташований за координатами 35°26′58″ пн. ш. 86°47′19″ зх. д. / 35.44944° пн. ш. 86.78861° зх. д. (35.449550, -86.788486).  За даними Бюро перепису населення США в 2010 році місто мало площу 34,60 км², з яких 34,58 км² — суходіл та 0,01 км² — водойми.

## Демографія
Згідно з переписом 2010 року, у місті мешкало 11 100 осіб у 4475 домогосподарствах у складі 2859 родин. Густота населення становила 321 особа/км².  Було 5031 помешкання (145/км²).
Расовий склад населення:
| - 78,3 % — білих - 13,7 % — чорних або афроамериканців - 0,7 % — азіатів - 0,2 % — корінних американців - 4,4 % — осіб інших рас |

До двох чи більше рас належало 2,6 %. Частка іспаномовних становила 7,8 % від усіх жителів.
За віковим діапазоном населення розподілялося таким чином: 24,5 % — особи молодші 18 років, 60,7 % — особи у віці 18—64 років, 14,8 % — особи у віці 65 років та старші. Медіана віку мешканця становила 37,4 року. На 100 осіб жіночої статі у місті припадало 86,7 чоловіків;  на 100 жінок у віці від 18 років та старших — 83,6 чоловіків також старших 18 років.
Середній дохід на одне домашнє господарство  становив 44 845 доларів США (медіана — 34 201), а середній дохід на одну сім'ю — 52 112 долари (медіана — 41 941). Медіана доходів становила 31 777 доларів для чоловіків та 27 372 долари для жінок. За межею бідності перебувало 22,0 % осіб, у тому числі 30,0 % дітей у віці до 18 років та 10,9 % осіб у віці 65 років та старших.
Цивільне працевлаштоване населення становило 4486 осіб. Основні галузі зайнятості: виробництво — 33,8 %, освіта, охорона здоров'я та соціальна допомога — 15,9 %, роздрібна торгівля — 12,5 %.